# Abram Elting Bennett
Abraham Elting Bennett (1898-1985) fue un psiquiatra norteamericano que trabajó en el Hospital Memorial Bishop Clark de Omaha, en Nebraska.

## Biografía
Una de sus principales contribuciones a la ciencia médica fue ayudar a desarrollar el método para extraer el curare puro a partir de materia vegetal.
Bennett, advirtiendo que la terapia electroconvulsiva era un procedimiento que provocaba malestar general y fracturas óseas en los pacientes, esta últimas debidas a las convulsiones, sugirió el uso de anestesia espinal y el curare para paralizar los músculos y evitar fracturas durante su realización. En 1938, utilizó una solución de curare para prevenir las fracturas provocadas por las convulsiones derivadas del uso del pentilenotetrazol.

## Películas
Bennett registró varios de sus tratamientos en películas de carácter documental mientras trabajaba en el Hospital Memorial Bishop Clark. Algunos de estos mostraban un antes y después de los tratamientos. Todas eran películas sin sonido y de corta duración.
- Convulsive Shock Therapy in Affective Psychosis (El Tratamiento Por Electrochoques Convulsivos en la Psicosis Afectiva): película de 18 minutos filmada en 1939 que registra una serie de casos tratados con la terapia electroconvulsiva con pentilenotetrazol (Cardiazol, Metrazol). Los pacientes fueron documentados con severas psicosis maníacas y depresivas. Los títulos indican breves historias y cada paciente es mostrado durante un estado depresivo severo, seguido por diversas documentaciones después del tratamiento por electroshock. Se muestran varias escenas indicando las mejoras de comportamiento afectivo. Se describe la técnica de control de paciente durante estados convulsivos. Así mismo, se documenta el uso del curare como una manera de proteger al paciente de las complicaciones traumáticas por lesión espinal durante estas etapas convulsivas.

- Prefrontal Lobotomy in Chronic Schizophrenia (Lobotomía prefrontal en la esquizofrenia crónica): película de 21 minutos rodada en 1941 que documenta cuatro casos de comportamiento antes y después de una lobotomía prefrontal. La operación misma no es mostrada.

- Recent Modifications of Convulsive Shock Therapy (Recientes Modificaciones en la Terapia de Electrochoques Convulsivos): película de 20 min filmada en 1941 que demuestra el uso del metacloruro de curare y quinina para proteger a los pacientes de fracturas espinales por las terapias con pentilenotetrazol (Metrazol, Cardiazol) y terapia electroconvulsiva. Se muestra a una joven con agitación maníaca extrema antes del tratamiento. Se ilustra la preparación y administración del curare antes de la inyección del pentilenotetrazol. Aparece posteriormente una convulsión suave. Después de una serie de ocho tratamientos la paciente presenta un comportamiento normal con indicación de una recuperación completa. Otros pacientes son mostrados con uso de metacloruro de quinina.

- Modern Day Treatment of Mental Illness (El Tratamiento Moderno de la Enfermedad Mental): es la película más corta, rodada en 1943. Incluye varios procedimientos y prácticas aceptadas para aliviar o controlar los síntomas de enfermedad mental. Los procedimientos son hidroterapia y reclusión para calmar a un paciente excitado, el manejo de pacientes alterados por reclusión en vez de restricción, terapia ocupacional o recreativa, tratamiento por choques de insulina para tratar la esquizofrenia y el tratamiento por terapia electroconvulsiva.

- Prefrontal Lobotomy in the Treatment of Mental Disorders (Lobotomía prefrontal en el tratamiento de los desórdenes mentales): se muestran cuatro enfermos mentales antes y después de la operación de lobotomía en 1942 en esta película de 14 minutos. Los pacientes incluyen una chica agresiva de 25 años edad, un hombre de 22 años de edad también con tendencias agresivas, una mujer en estado catatónico durante cinco años y un doctor en filosofía de 26 años de edad que tuvo intervalos catatónicos durante un período de tres años. Todos los pacientes se mostraron más serenos y más sociables después de la operación. La chica que había estado cinco años catatónica requirió hospitalización continuada.

- Datos: Q4669339